# Aires Mateus
 (septembre 2012).
L'agence Aires Mateus est une agence d'architecture portugaise créée en 1988 par Francisco Xavier de Aires Mateus (né à Lisbonne en 1964) et Manuel Rocha de Aires Mateus (né à Lisbonne en 1963).

## Histoire
Manuel Rocha est diplômé de la Faculté d'architecture de l'Université technique de Lisbonne. Il travaille d'abord pour Gonçalo Byrne en 1983 avant d'ouvrir son propre cabinet avec son frère Francisco Xavier en 1988, qui a lui aussi travaillé avec Gonçalo Byrne. 
Les deux ont enseigné à Harvard et sont rattachés à l'Université de la Suisse italienne à Mendrisio en Suisse.

## Réalisations

### Liste des projets
- 1992 : Maison Virginia Ramos Pinto et José Mendonça, Sintra (Portugal).
- 1993 : Maison Narciso Ferreira, Alcanena (Portugal).
- 1995 : Maison Doc Ricardo Arruda, Lisbonne (Portugal).
- 1995 : Maison Doc inês Ruela et Doc Manuel Maltês, Lisbonne (Portugal).
- 1997 : Maison Doc Catarina Rocha, Estremoz (Portugal).
- 1998 : Pavillon d'accueil, Parque das Naçoes Sul, Lisbonne (Portugal).
- 1999 : Musée du jouet[2], Réhabilitation caserne des pompiers, Sintra (Portugal).
- 2000 : Logements, Parque das Naçoes Sul, Lisbonne (Portugal).
- 2000 : Maison Barreira Antunes, Grândola (Portugal)[3].
- 2001 : Résidence étudiante de l'Université de Coimbra, campus Polo II, Coimbra (Portugal).
- 2001 : Cantine de l'Université d'Aveiro, Campus de Santiago, avenue Arthur Ravara, Aveiro (Portugal).
- 2001 : Bâtiment au cœur de la Faculté des sciences, Campus Polo II, Coimbra (Portugal).
- 2002 : Barrière de péage, Sao Bartolomeu de Messines (Portugal)[4].
- 2002 : Maison de la rue da Judiaria, Alenquer (Portugal).
- 2002 : Rectorat de la Nouvelle Université de Lisbonne (Portugal).
- 2003 : Maison Ângelo Nobre, Brejos de Azeitão (Portugal).
- 2005 : Centre culturel[5], Sines (Portugal)[6].
- 2005 : Maison Rafael Rodrigues, Grândola (Portugal).
- 2005 : Logements, Parque das Naçoes Sul, Lisbonne (Portugal).
- 2005 : Parking et Belvédère, Largo das Portas do Sol, Alfama, Lisbonne (Portugal).
- 2007 : Musée du phare de Santa Marta, avenue Tei Humberto II de Italia Cascais (Portugal)[7].
- 2007 : Hotel Le Méridien, Grand Canal Square, Dublin (Irlande).
- 2007 : Bureaux et Logements, Parque das Naçoes Sul, Lisbonne (Portugal).
- 2008 : Bureaux Mar do Oriente, Lisbonne (Portugal)[8].
- 2009 : Centre d'appel Portugal Telecom, Santo Tirso (Portugal)[9].
- 2010 : Maison de Leiria, Leiria (Portugal)[8].
- 2010 : Maison de retraite RPA, Alcacer do Sal (Portugal)[10].
- 2010 : Centre de recherche et d'investigation, Açores (Portugal)[11].
- 2010 : Maison Areia, Comporta (Portugal)[12].
- 2016 : Centre de Création Contemporaine Olivier Debré, Tours (France).
- 2017 : Faculté d'architecture, d'ingénierie architecturale, d'urbanisme (LOCI), Tournai (Belgique).

### Photographies
Projet de Musée du phare à Santa Maria :

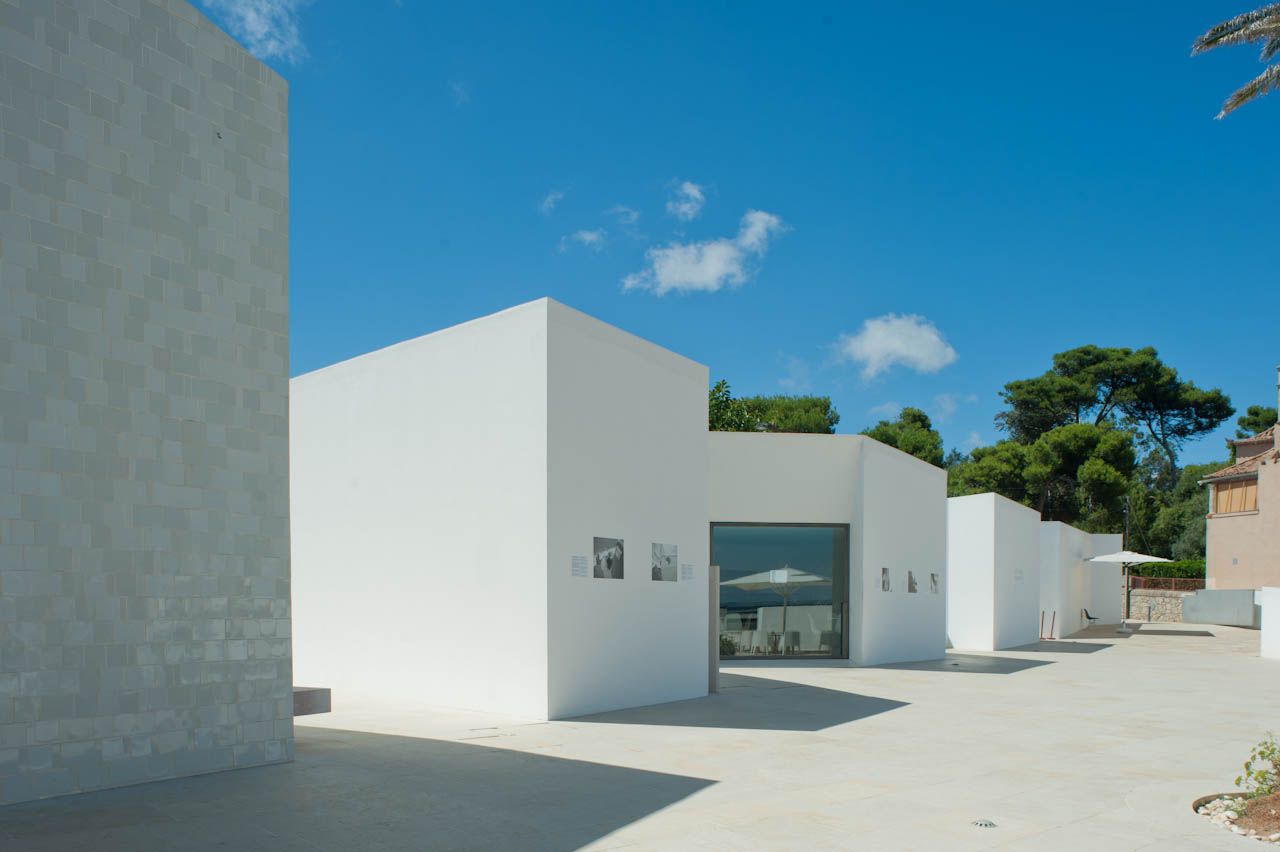
Musée Santa Maria Cascais 2007
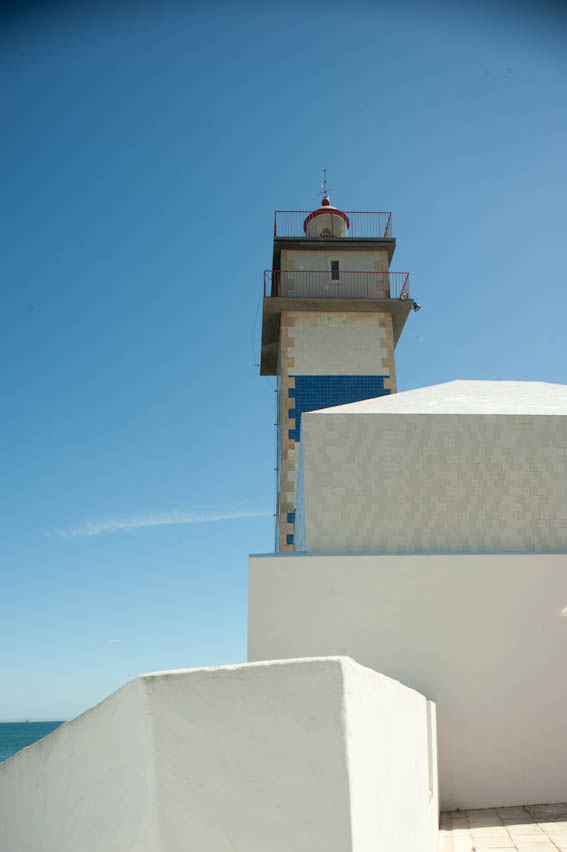
Musée Santa Maria Cascais 2007
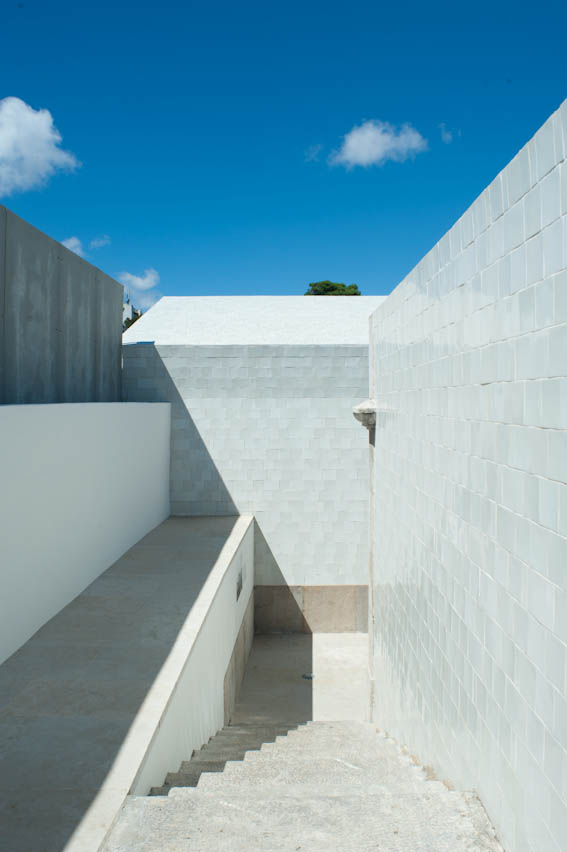
Musée Santa Maria Cascais 2007
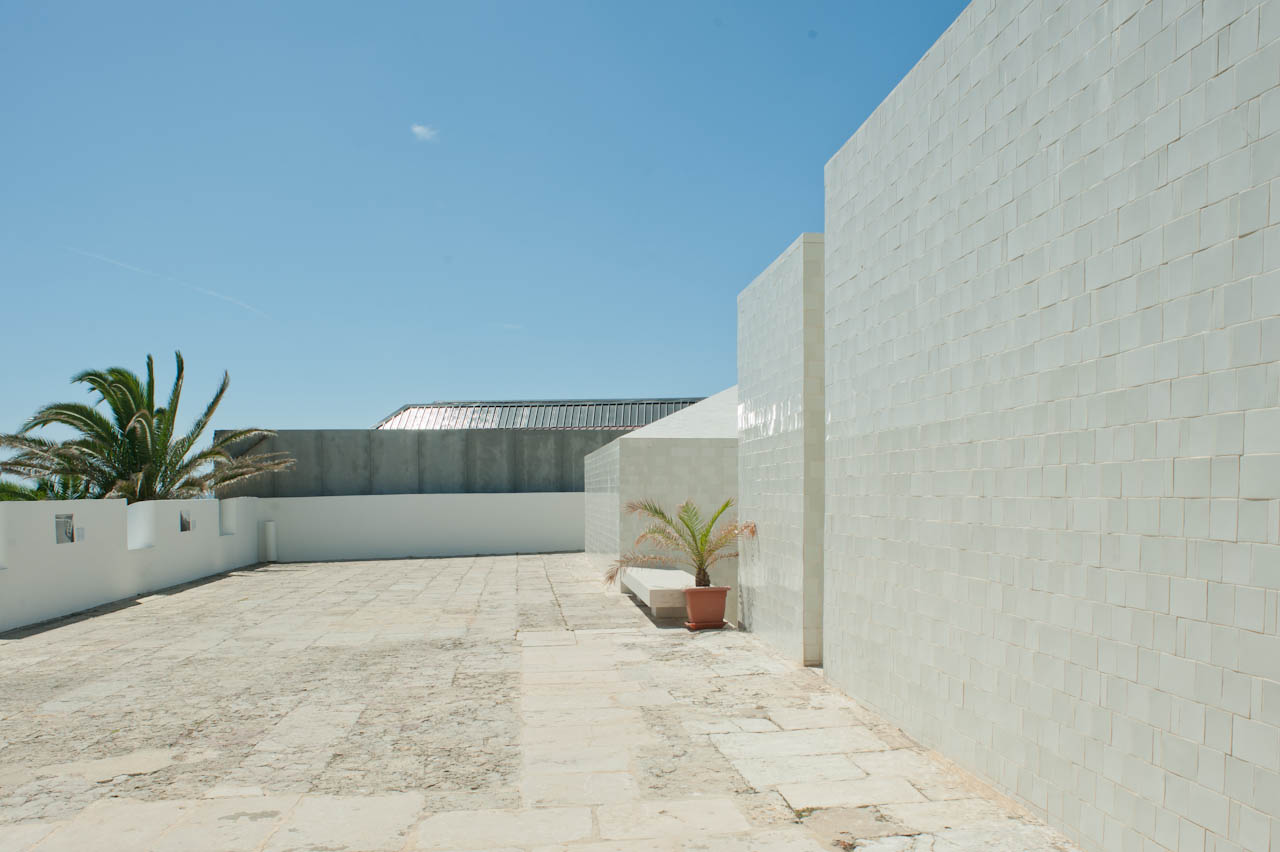
Musée Santa Maria Cascais 2007

Hôtel de luxe, 5 étoiles de Dublin :

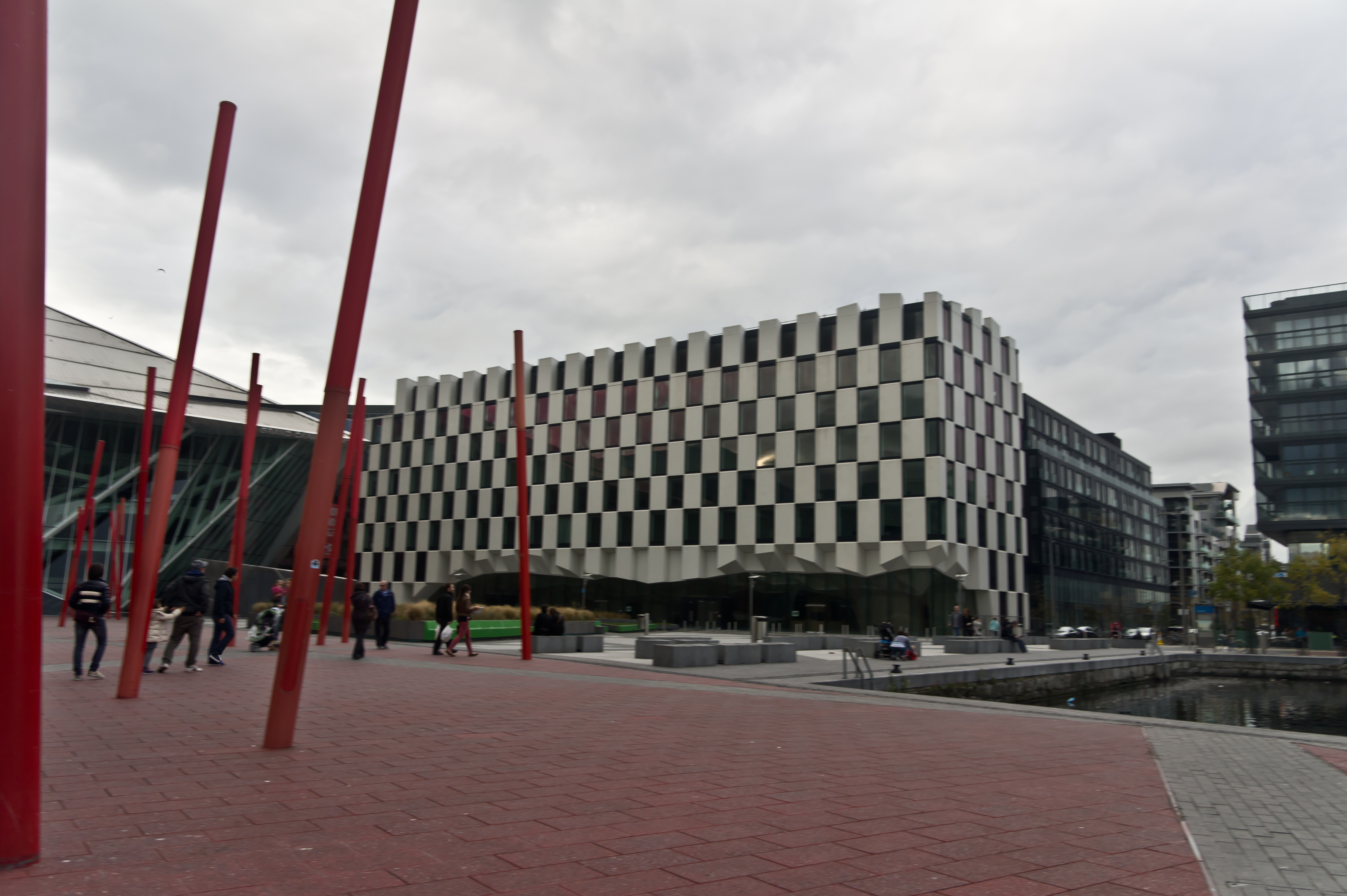
Hôtel de Luxe   ☆☆☆☆☆ Dublin 2008
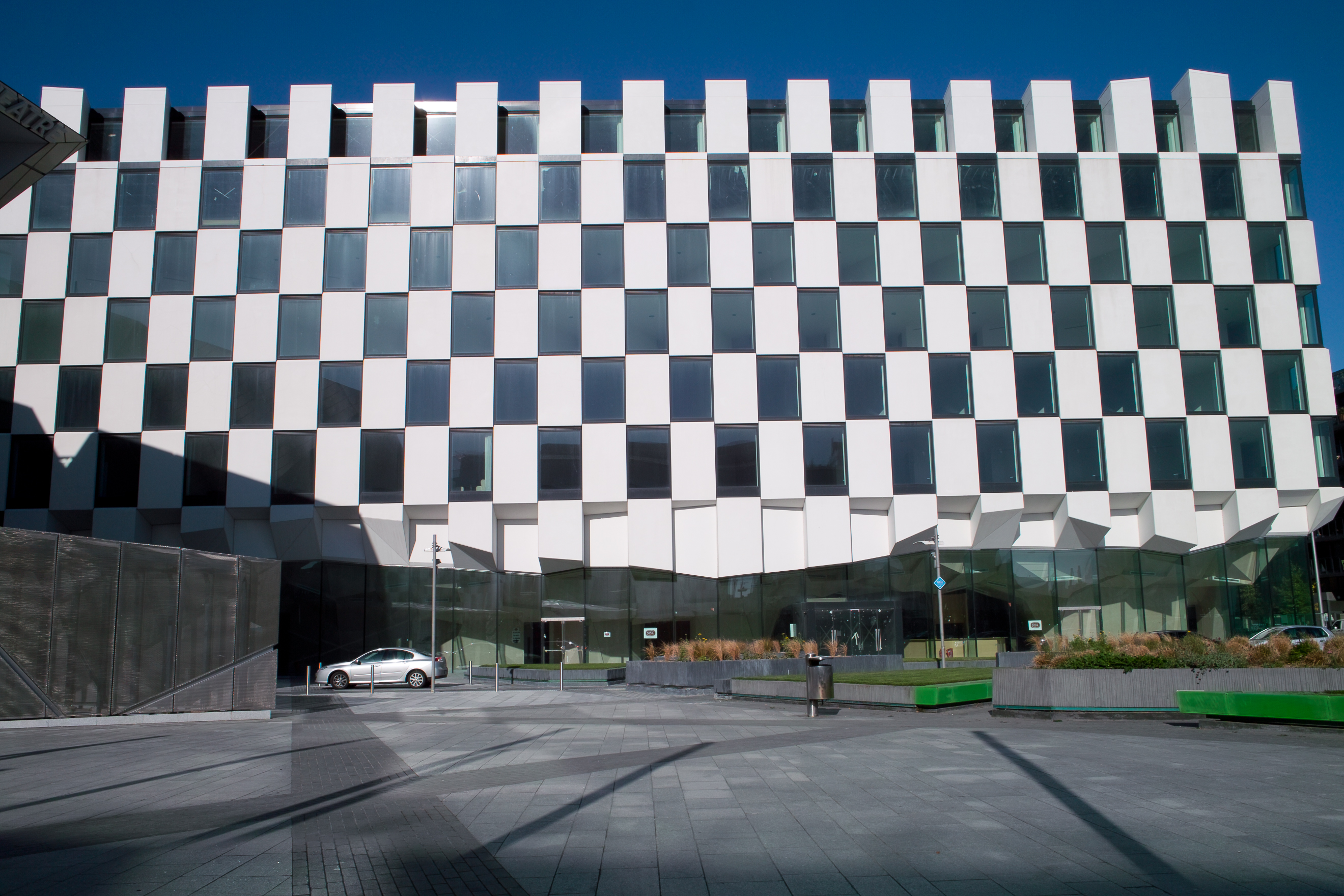
Hôtel de Luxe   ☆☆☆☆☆ Dublin 2008
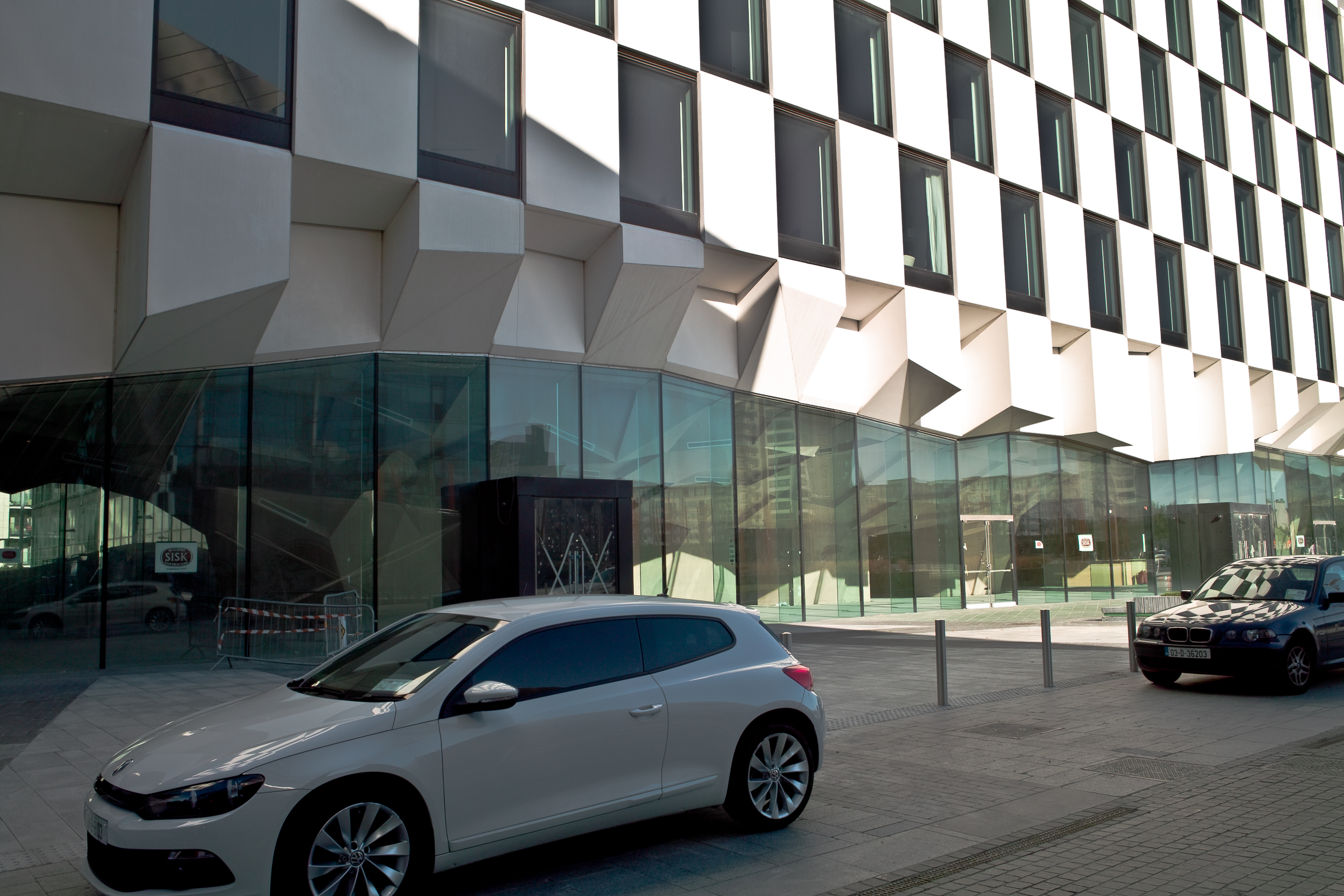
Hôtel de Luxe   ☆☆☆☆☆ Dublin 2008
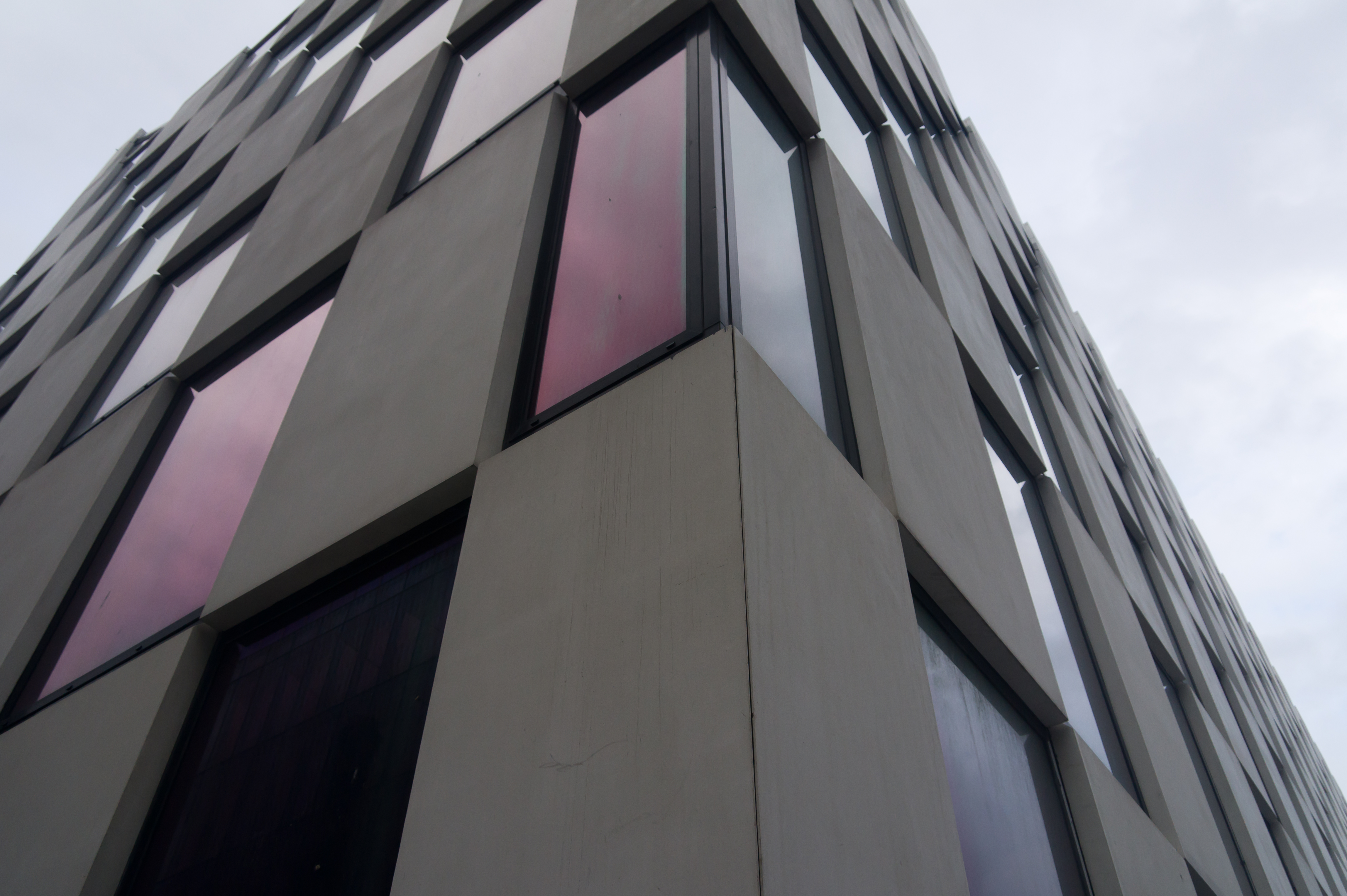
Hôtel de Luxe   ☆☆☆☆☆ Dublin 2008

## Publications
- El Croquis, n°229 : « Aires Mateus » (2025)
- El Croquis, n°154 : « Aires Mateus » (2011)
- Darco magazine, n°7 : « Aires Mateus » (2009)
- Abitare il limite, n°22 (2009)
- Farol Museu de Santa Marta, « Cascais »  (2009)
- CA, n°01,  « Farol Museu de Santa Marta » (2007)
- Aires Mateus, (2005)
- 2G, n°28, « Aires Mateus » (2003)